# Памятник-бюст В. И. Кузьмину
Памятник-бюст В. И. Кузьмину — памятник в городе Якутске посвящённый Кузьмину Валерию Ильичу.

## Значение памятника
Кузьмин Валерий Ильич родился 7 ноября 1918 года в селе Иннях Олёкминского района. С юношества увлекался авиацией, первым поступил в открывшуюся планерную станцию, руководимую Юрием Шафером. В 1935 году Кузьмин зачислен в Ульяновскую лётную школу, которую окончил в 1937 году. Далее проводил подготовку пилотов в Алданском, Якутском аэроклубах. Перед Великой Отечественной войной Кузьмин являлся лётчиком новосозданной местной авиации. В конце 1942 года открылась авиационная трасса «Аляска — Сибирь». Данная трасса стала источником снабжения для Советского Союза. Благодаря ей около восьми тысяч американских самолётов пополнили боевые авиагруппы СССР. В годы войны В. И. Кузьмин проводил изыскания и обслуживание данной трассы для перегонки американских военных самолётов с Аляски в Красноярск. Кузьмин один из первых пилотов Якутии с лётным стажем миллион километров. Неоднократно был избран депутатом Верховного Совета ЯАСССР. Почётный гражданин города Якутск, Олёкминск и ряда районов Якутской республики. В честь Валерия Кузьмина был назван теплоход, самолёт ТУ-154М авиакомпании «Якутия». В июле 1984 улица города Якутска в районе аэропорта стала носить его имя.

## История памятника
Памятник Кузьмину пережил один перенос. Первоначально был открыт 5 октября 2007 года, место нахождения — Аллея авиационной славы. Авиапорт. Руководство якутского аэропорта приняло решение переносе памятника на привокзальную площадь международного терминала.
Решение о переносе было принято генеральным директором аэропорта «Якутск» в 2015 году по ряду причин, главными из которых стал сильный износ мемориала и постоянное нарушение облицовки стелы. 8 сентября 2017 года, в год 75-летия трассы «Аляска — Сибирь», состоялось открытие обновлённого памятника.